# Cotoneaster sherriffii
Cotoneaster sherriffii är en rosväxtart som beskrevs av Klotz. Cotoneaster sherriffii ingår i släktet oxbär, och familjen rosväxter. Inga underarter finns listade i Catalogue of Life.